# A Date with Miss Fortune
A Date with Miss Fortune (Um Encontro com o Destino (título em Portugal) ) é um filme canadiano do género comédia romântica, realizado por John L'Ecuyer, e escrito por Ryan Scott e Jeannette Sousa. Estreou-se em Portugal a 13 de agosto de 2015.

## Elenco
- Jeannette Sousa como Maria
- Ryan Scott como Jack
- Joaquim de Almeida como José
- Vik Sahay como Wilson
- Claudia Ferri como Ana Maria
- Nelly Furtado como Nélia
- George Stroumboulopoulos como Paul
- Shawn Desman como Emanuel
- Shawn Ahmed como Produtor
- Aris Athanasopoulos como Marco
- Romina D'Ugo como Stephanie
- Cosette Derome como Amy
- Paquito 'Paco' Hernaci como Tio João
- Ipsita Paul como Maquilhadora
- Brett Ryan como Arnold
- Jéssica Salgueiro como Fátima